# Pierre-Joseph Buc'hoz
Pierre-Joseph Buc'hoz, né à Metz le 27 janvier 1731, mort à Paris le 30 janvier 1807, est un avocat, médecin, et compilateur du XVIIIe siècle. Il est surtout connu pour ses nombreuses publications dans le domaine de la botanique, très controversées en leur temps.

## Biographie
Fils de Pierre Bughaut, « bourgeois de Metz et receveur de la commanderie de Malte », et de Jeanne Guerlange, Joseph Pierre Buchoz naît à Metz le 27 janvier 1731. Le nom de son père, « Bughaut », fut plus tard corrigé en « Buchoz » après un jugement du bailliage de Metz du 24 janvier 1758. Après des études classiques à Metz, et en droit à Pont-à-Mousson, Joseph Pierre Buchoz s'installe en 1750 dans cette ville, comme avocat. Il abandonne plus tard cette profession pour étudier la médecine, avec un goût prononcé pour l’histoire naturelle. Après avoir été reçu médecin à Nancy, en 1759, il obtient le titre de médecin ordinaire de Stanislas Leszczynski, ancien roi de Pologne et duc nominal de Lorraine et de Bar. Pierre-Joseph Buc'hoz s’occupe pendant quelque temps de son nouvel état, mais il le quitte bientôt pour se livrer entièrement à la botanique et à la matière médicale.
Pierre-Joseph Buc'hoz publie d’abord une Histoire des plantes de la Lorraine, en 1762. Il fait aussi imprimer de petits livres sur la médecine. Il publie une Histoire naturelle de la France (14 vol. in-8°), une Histoire universelle du règne végétal (1773 et suiv.), d’après la nomenclature de Linné, mais non achevée. Il s'intéresse également au traitement de la mélancolie et préconise la musique comme thérapeutique.
Agrégé de botanique, Pierre-Joseph Buc'hoz est démonstrateur au collège royal des médecins de Nancy. Auteur de nombreux ouvrages de botanique, il étudie également les animaux, en particulier les oiseaux, ainsi que les minéraux.
Pierre-Joseph Buc'hoz, devenu veuf sous la Révolution française, se remarie quelques années plus tard. Il décédera à Paris, le 30 janvier 1807, à l'âge de 76 ans. Pierre-Joseph Buc'hoz a été un membre actif, ou un correspondant régulier, de nombreuses Académies : Metz et Nancy, bien sûr, mais aussi Angers, Béziers, Bordeaux, Caen, Châlons-sur-Marne, Dijon, Lyon, Mayence, ou encore Rouen.

## Postérité scientifique
En 1812, Louis-Gabriel Michaud publie sur lui une description peu élogieuse, au goût de l’époque :
« Chaque année, il publiait des traités particuliers sur toutes les parties de la médecine, de l’agriculture et de l’économie domestique ; c’étaient des traductions ou des extraits d’ouvrages originaux et intéressants, des mémoires de sociétés savantes, et des journaux de France, d’Italie, et d’Allemagne ; mais ces compilations faites à la hâte étaient ordinairement remplies de fautes, et souvent d’erreurs grossières. Tous les ans, il faisait paraître de nouveaux ouvrages et de nouveaux prospectus, avec des titres pompeux, pour attirer l’attention et exciter la curiosité du public. Lorsqu’on apportait une plante nouvelle, ou seulement si on en faisait mention dans les journaux, il en ébauchait aussitôt l’histoire, et la publiait sous le titre de Dissertation. Il a aussi donné sous ce dernier titre l’histoire des animaux domestiques et de quelques autres. […]. Il a publié plus de 300 vol., dont 95 in-fol. ; les autres sont in-8° et in-12, sans compter un très grand nombre de brochures qu’il appelait Dissertations. Un gros volume suffirait à peine pour indiquer seulement le titre de chacun de ses ouvrages, dont le plus grand nombre est oublié. Cependant, quelques-uns ont été utiles dans les campagnes, à une époque surtout où l’on écrivait peu sur l’histoire naturelle ; mais aucun n’a contribué au progrès de la science ; il n’a fait aucune description d’une plante qui soit exacte. ».

## Postérité artistique

Estampes coloriées, gravures de divers artistes pour l'Herbier colorié de l'Amérique, 1783
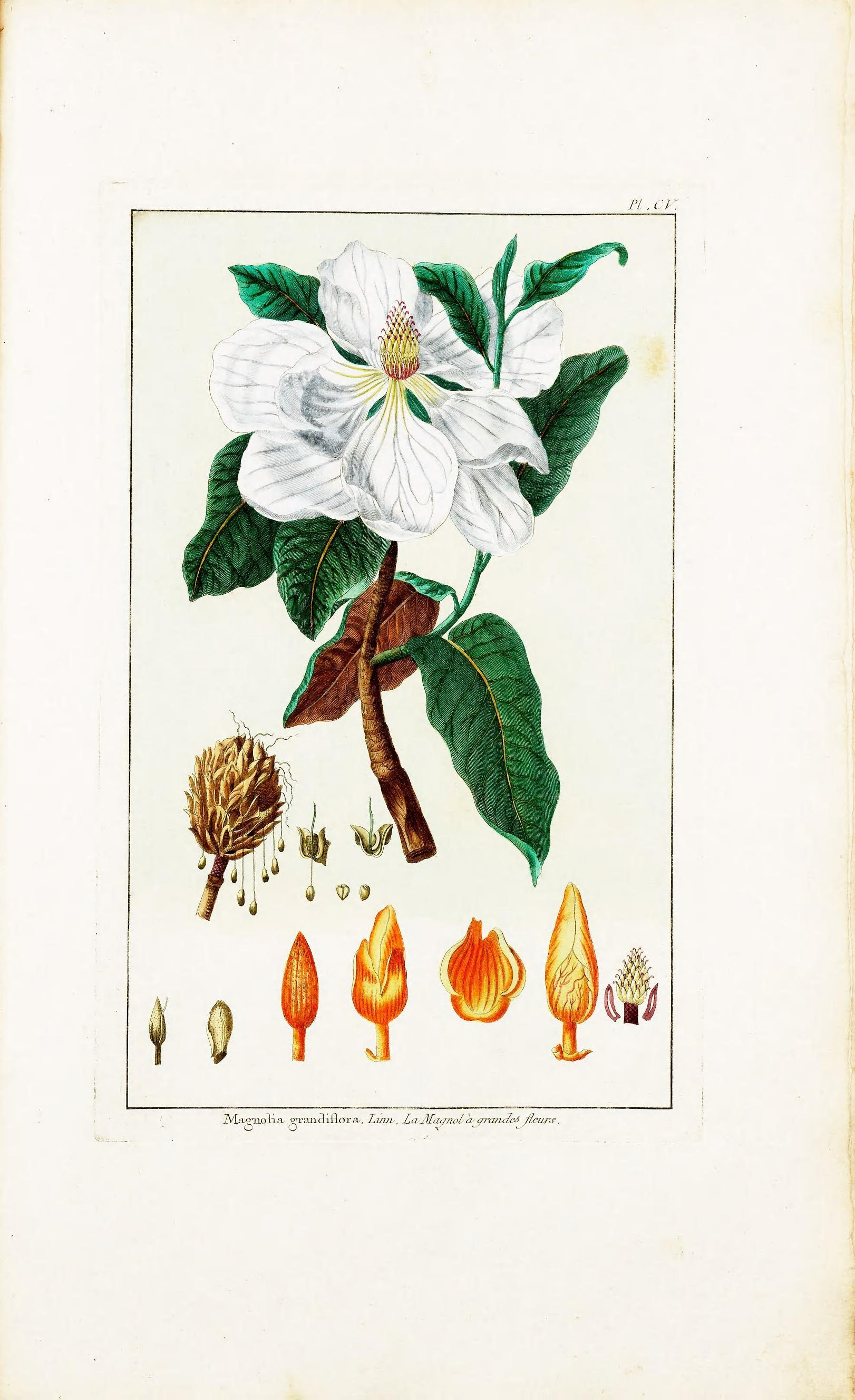
Magnolia grandiflora
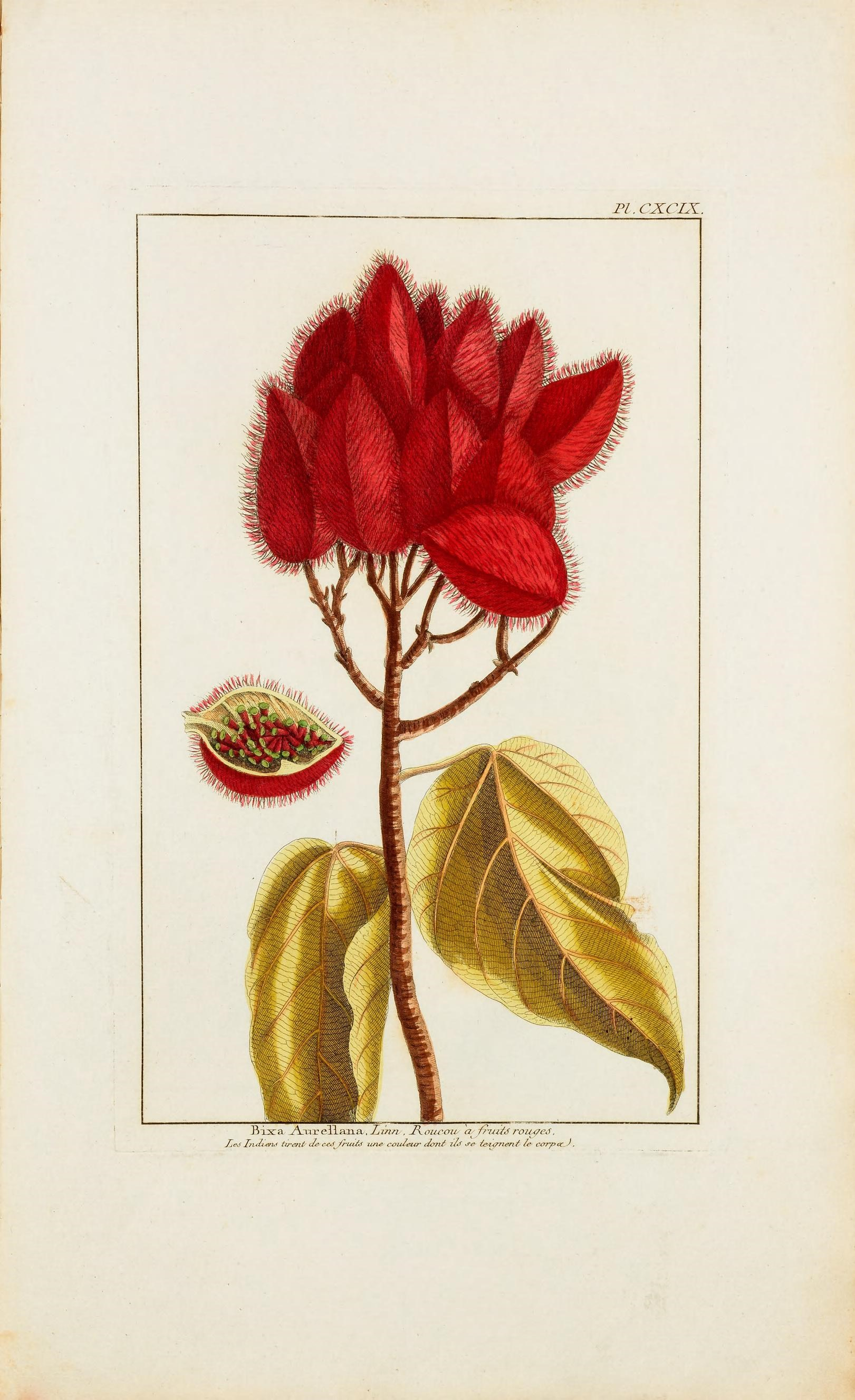
Bixa orellana
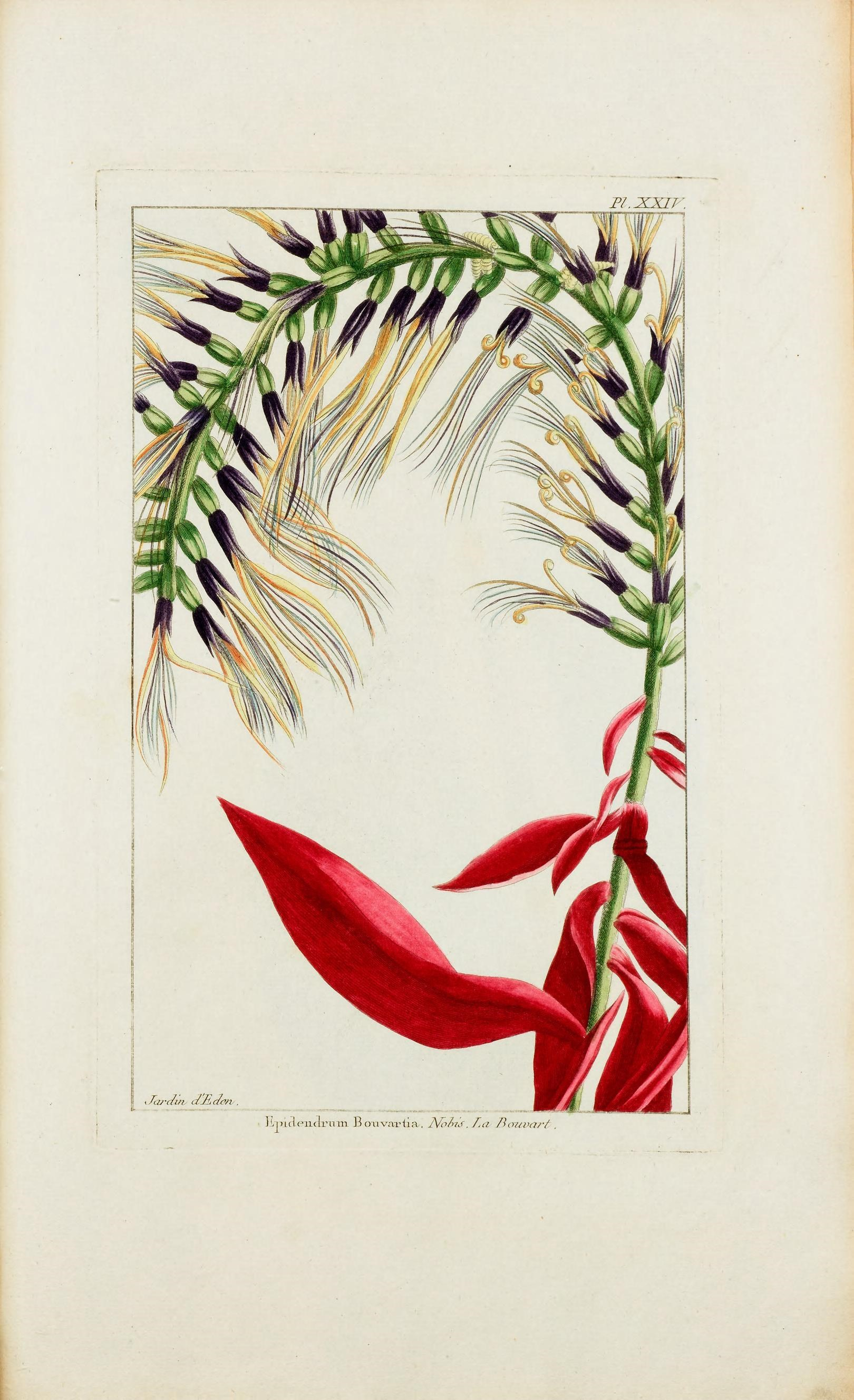
Epidendrum bouvartia
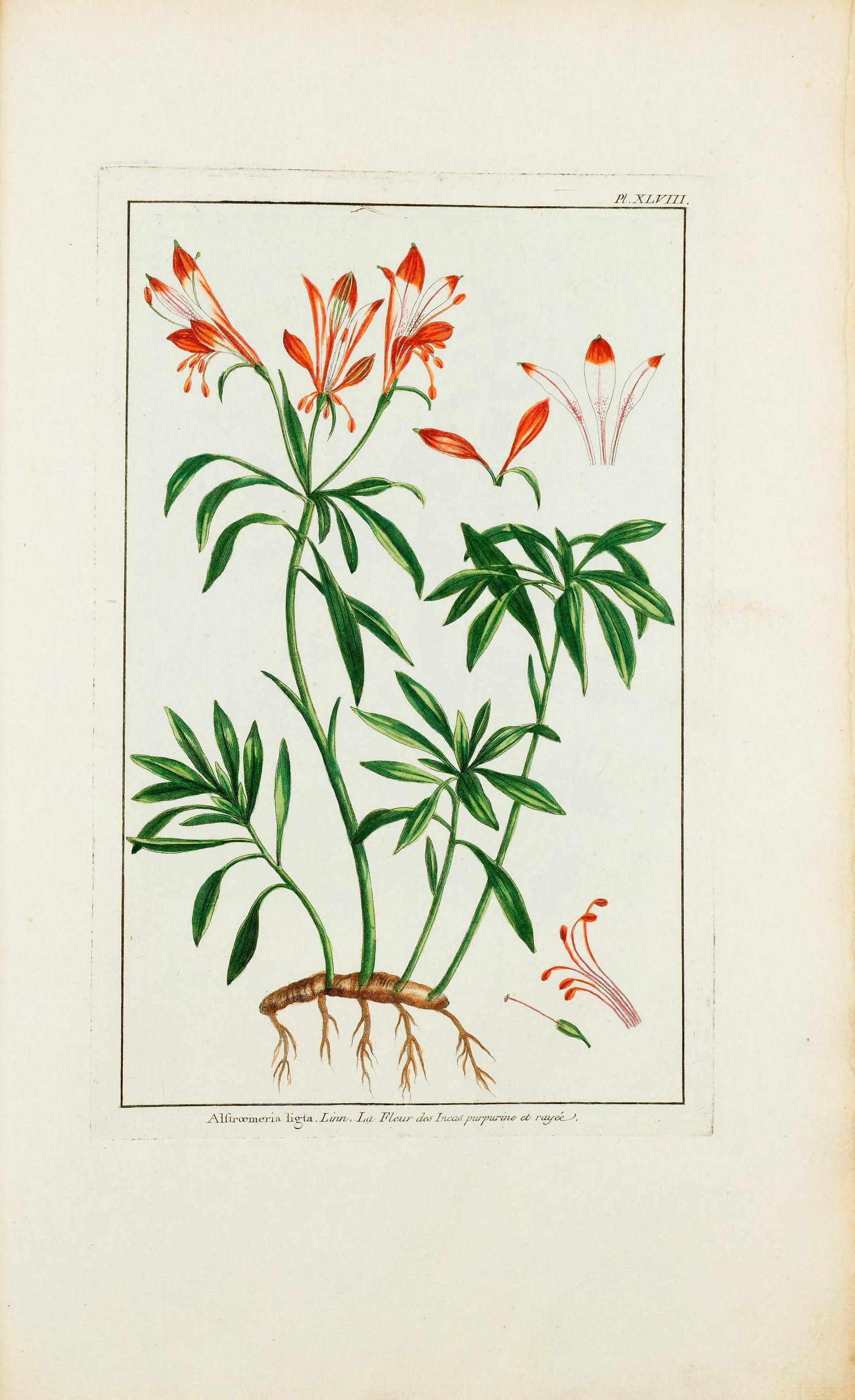
Alstroemeria ligtu
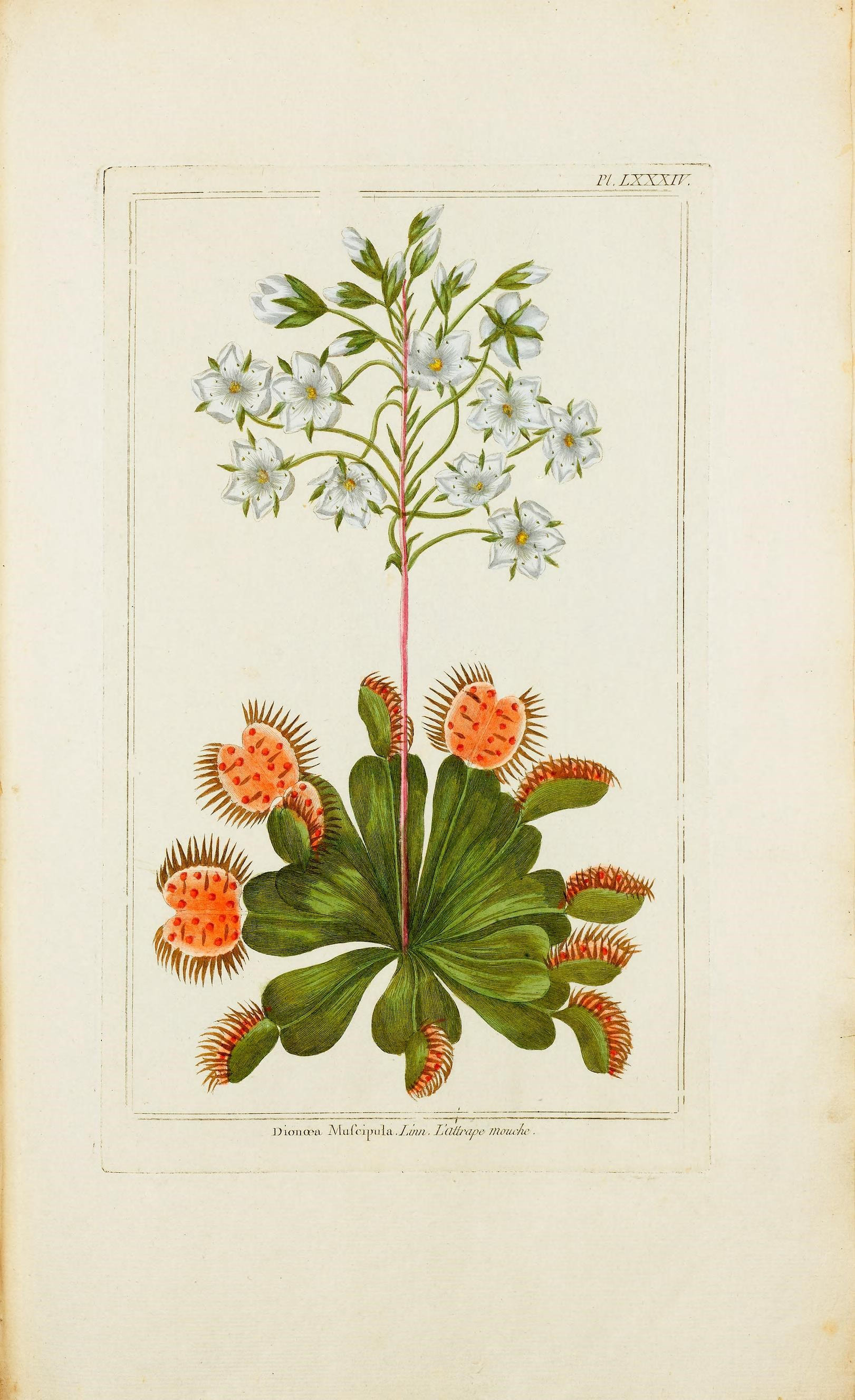
Dionaea muscipula

Ses ouvrages étaient souvent abondamment illustrés d'estampes, tirées des cuivres gravés en taille-douce de la main de différents graveurs de talent, qui sont des références en illustration botanique. Pour ce faire, il n'hésitait pas à les financer lui-même ou à faire appel à des mécènes dont le nom est alors cité en bas des estampes, comme le Marquis de la Galaizière, chancelier de Stanislas Leczynski ou SAS Louise-Eleonore princesse de Löwestein, née Comtesse de Linange.
En 2015, en Metz, l'exposition Jardin de Papier, par Benoît Faivre et Tommy Laszlo, est une installation de « papier augmenté », constituée de papiers découpés et dressées à la verticale, tirés de l'Histoire du Règne Végétal de Pierre-Joseph Buc’hoz .

## Publications
Liste non exhaustive :
- Mémoire sur la manière de guérir la mélancolie par la musique.
- Histoire des plantes de la Lorraine, Nancy et Paris, 1762, 10 vol. in-8° et 3 vol. in-12
- Traité historique de toutes les plantes qui croissent dans la Lorraine et dans les Trois-Evêchés, Nancy : F. Messin, 1762-1770
- Lettres périodiques curieuses, utiles et intéressantes, sur les avantages que la société économique peut retirer de la connoissance des animaux…, Paris : Durand, 1769-1770, 4 vol. in-8°
- Dictionnaire vétérinaire et des animaux domestiques, contenant leurs mœurs, leurs caractères, leurs descriptions anatomiques, la manière de les nourrir, de les élever et de les gouverner, etc., Paris : chez J.-P. Costard, 1770-1775, 6 vol. in-8° ; Paris : Brunet, 1775, 6 vol. in-8°
- Histoire naturelle des animaux domestiques, 1770.
- La Nature considérée sous ses différents aspects, ou Lettres sur les animaux, les végétaux et les minéraux, contenant des observations intéressantes sur l’histoire naturelle, les mœurs, le caractère des animaux, sur la minéralogie, la botanique, etc., et un détail de leurs différents usages dans l’économie domestique et rurale, 1771-1781 ; Paris : chez Costard (1771), chez Fétil (1772), chez Lacombe (1773-1779), chez Buc’hoz (1780-1781)
- Histoire naturelle de la France, 1772, 14 vol. in-8°
- Histoire universelle des végétaux [ou du règne végétal], ou Nouveau dictionnaire physique, naturel et économique de toutes les plantes qui croissent sur la surface du globe, Paris : Costard, 1773, 3 vol. in-folio ; Paris : Costard et Brunet, 1774-1780, 26 vol. in-8°, et 1774-1778, 24 tomes en 8 vol. ; Paris : Brunet, 1775-1780, 13 tomes de texte et 12 tomes de planches en 9 vol. in-folio
- Histoire générale et économique des trois ordres, 1775.
- Histoire générale des animaux, des végétaux et des minéraux qui se trouvent dans le royaume, représentés en gravure..., Paris : chez l’Auteur, 1776, in-folio
- Traité économique et physique du gros et menu bétail, contenant la description du cheval, de l’âne, du mulet, du bœuf, de la chèvre, la manière d’élever ces animaux, de les multiplier, de les nourrir, de les traiter dans leurs maladies, et d’en tirer profit pour l’économie domestique et champêtre, Paris : Impr. de Demonville, chez Jacques Lacombe, 1778, 2 vol. in-12, XII-544 et 488 p. ; Traité économique et physique des animaux domestiques…, Paris, chez Laporte, 1782, 2 vol. in-12
- Plantes nouvellement découvertes. 1779.
- Collection coloriée des plus belles variétés de jacinthes qu'on montre aux curieux dans les jardins fleuristes d'Harlem, et faisant suitte aux "Étrennes de Flore", Paris, l'auteur, 1781, in-fol[7].
- Herbier ou Collection des Plantes Médicinales de la Chine. 1781. en ligne à la BIUSanté. Gravures en couleur avec les noms chinois transcrits, d'un grand intérêt esthétique, mais sans identifications. Les dessins sont reproduits de ceux que Pierre le Chéron d’Incarville avait fait copier à Pékin. Voir l'analyse de Métailié.
- Les Dons merveilleux et diversement coloriés de la nature dans le règne minéral, ou Collection de minéraux précieusement coloriés, Paris, l'auteur, 1782, in-folio[8].
- Herbier colorié de l'Amerique : représentant les plantes les plus rares et les plus curieuses, qui se trouvent dans cette nouvelle partie du monde : pour servir à l'intelligence de l'histoire générale et oeconomique des 3 règnes, Paris : chez l’Auteur, 1783[9].
- Histoire des insectes nuisibles à l’homme, aux bestiaux, à l’agriculture et au jardinage, tels que les punaises, les poux, les puces, les fourmis, les cirons, les araignées, les cousins, les guêpes, les mouches, les buprestes, les taons, les frêlons, les moucherons, les courtillières, les gribouris, les hannetons, les charençons, les pucerons, les teignes, les scorpions, les mites, les tiquets, les perce-oreilles, les gallinsectes, et toute espèce de chenilles et d’insectes : avec les moyens qu’on peut employer pour les détruire ou s’en garantir, ou remédier aux maux qu’ils ont pu occasionner, Paris : Laporte, 1781, in-12, 342 p. ; 3e éd., Paris : chez l’Auteur, 1784, in-12
- Dictionnaire minéralogique de la France, 1785[10].
- Histoire des insectes utiles à l’homme, aux animaux, et aux arts, Paris : chez Guillot, 1785, in-12
- Médecine des animaux domestiques, renfermant les différens remèdes qui conviennent pour les maladies des chevaux, des vaches, des brebis, des cochons, de la volaille, des oiseaux de fauconnerie, des petits oiseaux, etc., 2e éd., t. I à Paris : chez l’Auteur, 1785, in-12, et t. II à Paris : chez Guillot, 1787, in-12 ; Paris : l’Auteur, 1795, in-8°, II-367 p.
- Dissertation sur le blé de Turquie, 1787, in-folio
- Dissertation sur une nouvelle espèce de sainfoin, 1787, in-folio
- Traité historique de tous les animaux qui habitent la France…, 2e éd., Paris, chez l’Auteur, 1787, in-4°
- Dictionnaire des plantes, arbres et arbustes de la République.
- Bibliothèque d’art vétérinaire, ou Recueil de différentes pièces choisies et d’extraits concernant les maladies des bestiaux, Paris : chez l’Auteur, 1796, in-folio, 10 p.
- Dissertation sur le Dictionnaire vétérinaire des animaux domestiques, 1798
- Traité ou Manuel Vétérinaire des Plantes qui servent de nourriture et de médicamens aux animaux domestiques, Paris, 1799 ; 2e éd., Paris : Pernier, 1801, in-8°
- Manuel économique des plantes ou traité de toutes les plantes qui peuvent être utiles aux arts, et particulièrement aux Tanneurs, Papetiers, les Manufacturiers en fil, en toile et en coton; les Facteurs d'instrumens, les Luthiers, les Ebénistes et les Carossiers. On y a joint des Observations sur les Plantes propres à remplacer le chanvre, sur celles propres à faire du papier et remplacer les chiffons; sur celles qu'on peut substituer au tan, et deux Dissertations de Linné, une sur la Flore économique, l'autre sur l'utilité des Mousses. Ouvrage premier en son genre, d'une utilité universellement reconnue aux manufacturiers, etc. Nouvelle édition, revue corrigée et augmentée. A Paris, Chez Artaud, Libraire, quai des Augustius(sic), no 50, An IX (1801). in-8°, X,365 p.,1ff
- Mémoires sur la manière de former des prairies naturelles, de rétablir les anciennes…, Paris : Mme Buc’hoz, 1805, in-8°, 60 p.
- Mémoires vétérinaires sur la manière de réduire les fractures des jambes des chevaux et autres grands quadrupèdes, sur les maladies épizootiques des bestiaux, sur la clavelée des brebis, etc., Paris : Mme Buc’hoz, 1806, in-8°, 78 p.
- Dissertation apologétique huitième et dernière servant de résumé aux dissertations précédentes en faveur de Joseph-Pierre Buc'hoz, vieillard infortuné.
- Traité historique des plantes qui croissent dans la Lorraine & les trois Evêchés. Contenant leur description, leur figure, leurs noms, l'endroit où elles croissent, leur culture, leur analyse, & leurs propriétés, tant pour la médecine que pour les arts et métiers. Paris, Chez Fetil 1770; 10 vol., in-2 en ligne sur la Bibliothèque numérique Limédia

### Sources
- Florian Reynaud, Les bêtes à cornes dans la littérature agronomique de 1700 à 1850, Caen, thèse de doctorat en histoire, 2009, annexe 2 (pour les publications)
- Notice biographique sur le Dictionnaire des journalistes (1600-1789)
- François Vernier, Pierre-Joseph Buc'hoz martyr de la botanique, Strasbourg, Vent d'est, coll. « Les Portraits célèbres de Lorraine », 2016, 64 p. (ISBN 978-2-37172-028-2)